# Христо Мермерски
Христо Минков Мермерски е български агробиолог и политик.
Известен е с книгите си за целебното и здравословно хранене, народната медицина и природната медицина, към която отрано проявява интерес. Председател е на Селскостопанската академия, заместник-министър на земеделието.

## Биография
Роден е на 24 юли 1934 г. в село Ботево, Врачанско. По-малък брат е на генерал-майор Марин Мермерски.
През 1962 г. завършва специалност „Биотехнология“ в Селскостопанската академия. Защитава докторантура в Москва. След това специализира в Англия, има и стаж (или специализация) в Колежа по механизация в щ. Илинойс, САЩ.
Заместник-министър е на земеделието (през 70-те години). Председател е на Селскостопанската академия, заместник генерален директор на „Агропромкомплект“, съветник по биологичните науки, технологиите и селското стопанство в българското посолство във Вашингтон.
Ръководител на департамент по агромениджмънт в ЮЗУ „Неофит Рилски“.
Кандидат е за народен представител в Европейския парламент, издигнат от ПП Съюз на патриотичните сили „Защита“ (2009).
Агент и секретен сътрудник на Държавна сигурност от 1973 г.
Автор е на многобройни книги, свързани със здравословното хранене, лечебните храни, народната медицина и здравето, и на повече от 450 научни и научнопопулярни публикации. Работи в областта на природната и народната медицина от 1957 година.
Написва 31 книги към 2020 г. В съавторство със сина си Йонко Мермерски (доктор по химия, не по медицина, както често се бърка) издава 13 книги в областта на лечебните качества на над 200 храни и билки. През 2013 г. двамата издават книга за хранителните добавки. В нея обсъждат истините и митове за хранителните добавки, по-добре ли е да се ползват добавки или храни, описват съдържанието на хранителни вещества и елементи в 100-те най-лечебни и най-любими на българите храни, както и болестите, които те предотвратяват и лекуват.
Умира на 20 декември 2022 г.